# Golfo della Teriberka
Il golfo della Teriberka (in russo губа Териберская?, guba Teriberskaja) è un'insenatura lungo la costa settentrionale russa, nell'oblast' di Murmansk, amministrata dal Kol'skij rajon. È situato nella parte sud-occidentale del mare di Barents.

## Geografia
Il golfo si apre verso nordovest, sulla costa nord-occidentale della penisola di Kola, circondato dalla costa di Murman (Мурманский берег) a ovest, sud ed est e dalla penisola Teriberskij (полуостров Териберский) a nord. L'imboccatura si trova tra capo Teriberskij (мыс Териберский) a nord, all'estremità della penisola omonima, e capo Dolgij (мыс Долгий) a sud. Ha una lunghezza di circa 8,5 km e una larghezza massima di 6 km all'ingresso. La profondità massima è di 118 m.
Il golfo della Teriberka si divide in due insenature minori:
- a est, il golfo dell'Orlovka (губа Орловка), lungo 2,5 km[4] e largo 2,9 km[5] all'ingresso. Nella sua parte meridionale si apre la più piccola baia di Zavališin (губа Завалишина);
- a sud, la baia Lodejnaja (губа Лодейная), lunga 2,3 km[6] e larga ugualmente 2,3 km.[7] Nella sua parte sud-orientale si trova un'isoletta senza nome.[1]

Il golfo prende il nome dal fiume Teriberka e anche dall'omonimo villaggio (река Териберка), anche se questo si getta prima nella baia Lodejanaja. Altro importante immissario è l'Orlovka, che sfocia a est nel golfo omonimo. Numerosi sono poi i piccoli corsi d'acqua che sfociano nel golfo, molti dei quali sono emissari dei laghetti che punteggiano le coste.
Le coste sono costituite da colline rocciose che raggiungono i 207,8 m d'altezza sulla penisola Teriberskij. Nella parte meridionale, alla foce della Teriberka, si trovano invece spiagge basse e sabbiose, e zone fangose.
Le acque gelano dalla metà di ottobre ai primi di maggio e sono soggette a variazioni medie di marea di 4 m.
La cittadina di Teriberka si trova sulle sponde occidentali della baia Lodejnaja.

## Storia
All'inizio del XX secolo, il golfo era un punto di riferimento lungo la costa di Murman, grazie alla sua posizione particolarmente riparata dai venti. Tuttavia il periodo di gelo delle acque lo rendeva anche poco praticabile. Qui si trovavano due punti d'approdo e una stazione di pesca di Murmansk, con una flotta di pescherecci che raggiunse le 200 imbarcazioni. Nel golfo venivano pescati Ammodytes tobianus, utilizzati come esca per la pesca al merluzzo, e spugne.